# Groupe F des éliminatoires du Championnat d'Europe de football 2012
Cet article donne les résultats des matches du groupe F des éliminatoires de l'Euro 2012.

## Classement
| Rang | Équipe   | Pts | J  | G | N | P | Bp | Bc | Diff |  | Résultats (▼ dom., ► ext.) |     |     |     |     |     |     |
| ---- | -------- | --- | -- | - | - | - | -- | -- | ---- |  | -------------------------- | --- | --- | --- | --- | --- | --- |
| 1    | Grèce    | 24  | 10 | 7 | 3 | 0 | 14 | 5  | +9   |  | Grèce                      |     | 2-0 | 2-1 | 1-0 | 1-1 | 3-1 |
| 2    | Croatie  | 22  | 10 | 7 | 1 | 2 | 18 | 7  | +11  |  | Croatie                    | 0-0 |     | 3-1 | 2-0 | 2-1 | 3-0 |
| 3    | Israël   | 16  | 10 | 5 | 1 | 4 | 13 | 11 | +2   |  | Israël                     | 0-1 | 1-2 |     | 2-1 | 1-0 | 3-1 |
| 4    | Lettonie | 11  | 10 | 3 | 2 | 5 | 9  | 12 | -3   |  | Lettonie                   | 1-1 | 0-3 | 1-2 |     | 1-1 | 2-0 |
| 5    | Géorgie  | 10  | 10 | 2 | 4 | 4 | 7  | 9  | -2   |  | Géorgie                    | 1-2 | 1-0 | 0-0 | 0-1 |     | 1-0 |
| 6    | Malte    | 1   | 10 | 0 | 1 | 9 | 4  | 21 | -17  |  | Malte                      | 0-1 | 1-3 | 0-2 | 0-2 | 1-1 |     |

La Grèce est qualifiée.
La Croatie est barragiste.

## Résultats et calendrier
Le calendrier des matches a été négocié entre les participants lors d'une réunion au Luxembourg le 19 février 2010.
| 1re journée                  | Israël                     | 3 – 1   | Malte    | Stade Ramat Gan, Ramat-Gan                    |                                               |
| 2 septembre 2010 21:15 HEC+1 | Benayoun 7e 64e (pen.) 75e | (1 - 1) | Pace 38e | Spectateurs : 17 365 Arbitrage : Said Ennjimi | Spectateurs : 17 365 Arbitrage : Said Ennjimi |
| 2 septembre 2010 21:15 HEC+1 | Rapport                    |         |          | Spectateurs : 17 365 Arbitrage : Said Ennjimi | Spectateurs : 17 365 Arbitrage : Said Ennjimi |

| 1re journée                  | Lettonie | 0 – 3   | Croatie                          | Skonto stadions, Riga                         |                                               |
| 3 septembre 2010 21:00 HEC+1 |          | (0 - 1) | Petrić 43e · Olić 51e · Srna 82e | Spectateurs : 7 400 Arbitrage : Björn Kuipers | Spectateurs : 7 400 Arbitrage : Björn Kuipers |
| 3 septembre 2010 21:00 HEC+1 | Rapport  |         |                                  | Spectateurs : 7 400 Arbitrage : Björn Kuipers | Spectateurs : 7 400 Arbitrage : Björn Kuipers |

| 1re journée                  | Grèce           | 1 – 1   | Géorgie     | Stade Karaïskaki, Le Pirée                         |                                                    |
| 3 septembre 2010 21:45 HEC+1 | Spiropoulos 72e | (0 - 1) | Iashvili 3e | Spectateurs : 15 721 Arbitrage : Carlos Clos Gómez | Spectateurs : 15 721 Arbitrage : Carlos Clos Gómez |
| 3 septembre 2010 21:45 HEC+1 | Rapport         |         |             | Spectateurs : 15 721 Arbitrage : Carlos Clos Gómez | Spectateurs : 15 721 Arbitrage : Carlos Clos Gómez |

| 2e journée                    | Géorgie | 0 – 0   | Israël | Stade Boris Paichadze, Tbilissi               |                                               |
| 7 septembre 2010 19:00 HEC +2 |         | (0 - 0) |        | Spectateurs : 45 000 Arbitrage : Sascha Kever | Spectateurs : 45 000 Arbitrage : Sascha Kever |
| 7 septembre 2010 19:00 HEC +2 | Rapport |         |        | Spectateurs : 45 000 Arbitrage : Sascha Kever | Spectateurs : 45 000 Arbitrage : Sascha Kever |

| 2e journée                 | Malte   | 0 – 2   | Lettonie                      | Ta' Qali Stadium, Ta' Qali                  |                                             |
| 7 septembre 2010 19:30 HEC |         | (0 - 1) | Gorkšs 43e · Verpakovskis 85e | Spectateurs : 6 000 Arbitrage : Tony Asumaa | Spectateurs : 6 000 Arbitrage : Tony Asumaa |
| 7 septembre 2010 19:30 HEC | Rapport |         |                               | Spectateurs : 6 000 Arbitrage : Tony Asumaa | Spectateurs : 6 000 Arbitrage : Tony Asumaa |

| 2e journée                 | Croatie | 0 – 0   | Grèce | Stade Maksimir, Zagreb                           |                                                  |
| 7 septembre 2010 20:30 HEC |         | (0 - 0) |       | Spectateurs : 33 000 Arbitrage : Claus Bo Larsen | Spectateurs : 33 000 Arbitrage : Claus Bo Larsen |
| 7 septembre 2010 20:30 HEC | Rapport |         |       | Spectateurs : 33 000 Arbitrage : Claus Bo Larsen | Spectateurs : 33 000 Arbitrage : Claus Bo Larsen |

| 3e journée               | Géorgie       | 1 – 0   | Malte | Stade Boris Paichadze, Tbilissi             |                                             |
| 8 octobre 2010 18:00 HEC | Siradze 90+1e | (0 - 0) |       | Spectateurs : 50 000 Arbitrage : Alan Black | Spectateurs : 50 000 Arbitrage : Alan Black |
| 8 octobre 2010 18:00 HEC | Rapport       |         |       | Spectateurs : 50 000 Arbitrage : Alan Black | Spectateurs : 50 000 Arbitrage : Alan Black |

| 3e journée               | Grèce         | 1 – 0   | Lettonie | Stade Karaïskaki, Le Pirée                      |                                                 |
| 8 octobre 2010 20:45 HEC | Torosídis 58e | (0 - 0) |          | Spectateurs : 13 520 Arbitrage : Antonio Damato | Spectateurs : 13 520 Arbitrage : Antonio Damato |
| 8 octobre 2010 20:45 HEC | Rapport       |         |          | Spectateurs : 13 520 Arbitrage : Antonio Damato | Spectateurs : 13 520 Arbitrage : Antonio Damato |

| 3e journée               | Israël       | 1 – 2   | Croatie                 | Stade Ramat Gan, Ramat-Gan                      |                                                 |
| 9 octobre 2010 20:05 HEC | Shechter 81e | (0 - 2) | Kranjčar 36e (pen.) 41e | Spectateurs : 30 000 Arbitrage : Wolfgang Stark | Spectateurs : 30 000 Arbitrage : Wolfgang Stark |
| 9 octobre 2010 20:05 HEC | Rapport      |         |                         | Spectateurs : 30 000 Arbitrage : Wolfgang Stark | Spectateurs : 30 000 Arbitrage : Wolfgang Stark |

| 4e journée                | Lettonie    | 1 – 1   | Géorgie     | Skonto stadions, Riga                           |                                                 |
| 12 octobre 2010 19:00 HEC | Cauņa 90+1e | (0 - 0) | Siradze 74e | Spectateurs : 4 330 Arbitrage : Manuel De Sousa | Spectateurs : 4 330 Arbitrage : Manuel De Sousa |
| 12 octobre 2010 19:00 HEC | Rapport     |         |             | Spectateurs : 4 330 Arbitrage : Manuel De Sousa | Spectateurs : 4 330 Arbitrage : Manuel De Sousa |

| 4e journée                | Grèce                                   | 2 – 1   | Israël                | Stade Karaïskaki, Le Pirée                      |                                                 |
| 12 octobre 2010 20:45 HEC | Salpingidis 22e · Karagounis 63e (pen.) | (1 - 0) | Spyropoulos 59e (csc) | Spectateurs : 16 935 Arbitrage : Martin Hansson | Spectateurs : 16 935 Arbitrage : Martin Hansson |
| 12 octobre 2010 20:45 HEC | Rapport                                 |         |                       | Spectateurs : 16 935 Arbitrage : Martin Hansson | Spectateurs : 16 935 Arbitrage : Martin Hansson |

| 4e journée                 | Croatie                        | 3 – 0   | Malte | Stadion Maksimir, Zagreb                     |                                              |
| 17 novembre 2010 17:30 HEC | Kranjčar 19e 42e · Kalinić 81e | (2 - 0) |       | Spectateurs : 9 000 Arbitrage : Duarte Gomes | Spectateurs : 9 000 Arbitrage : Duarte Gomes |
| 17 novembre 2010 17:30 HEC | Rapport                        |         |       | Spectateurs : 9 000 Arbitrage : Duarte Gomes | Spectateurs : 9 000 Arbitrage : Duarte Gomes |

| 5e journée             | Géorgie         | 1 – 0   | Croatie | Stade Boris Paichadze, Tbilissi                    |                                                    |
| 26 mars 2011 18:00 HEC | Kobiashvili 90e | (0 - 0) |         | Spectateurs : 63 000 Arbitrage : Paolo Tagliavento | Spectateurs : 63 000 Arbitrage : Paolo Tagliavento |
| 26 mars 2011 18:00 HEC | Rapport         |         |         | Spectateurs : 63 000 Arbitrage : Paolo Tagliavento | Spectateurs : 63 000 Arbitrage : Paolo Tagliavento |

| 5e journée             | Israël                | 2 – 1   | Lettonie   | Bloomfield Stadium, Tel Aviv                  |                                               |
| 26 mars 2011 19:05 HEC | Barda 16e · Kayal 81e | (1 - 1) | Gorkšs 62e | Spectateurs : 8 000 Arbitrage : Milorad Mažić | Spectateurs : 8 000 Arbitrage : Milorad Mažić |
| 26 mars 2011 19:05 HEC | Rapport               |         |            | Spectateurs : 8 000 Arbitrage : Milorad Mažić | Spectateurs : 8 000 Arbitrage : Milorad Mažić |

| 5e journée             | Malte   | 0 – 1   | Grèce           | Ta' Qali Stadium, Ta' Qali                      |                                                 |
| 26 mars 2011 20:30 HEC |         | (0 - 0) | Torosidis 90+2e | Spectateurs : 11 000 Arbitrage : Michael Weiner | Spectateurs : 11 000 Arbitrage : Michael Weiner |
| 26 mars 2011 20:30 HEC | Rapport |         |                 | Spectateurs : 11 000 Arbitrage : Michael Weiner | Spectateurs : 11 000 Arbitrage : Michael Weiner |

| 5e journée             | Israël        | 1 – 0   | Géorgie | Bloomfield Stadium, Tel Aviv                   |                                                |
| 29 mars 2011 19:05 HEC | Ben Chaim 59e | (0 - 0) |         | Spectateurs : 13 500 Arbitrage : Fredy Fautrel | Spectateurs : 13 500 Arbitrage : Fredy Fautrel |
| 29 mars 2011 19:05 HEC | Rapport       |         |         | Spectateurs : 13 500 Arbitrage : Fredy Fautrel | Spectateurs : 13 500 Arbitrage : Fredy Fautrel |

| 6e journée            | Croatie                     | 2 – 1   | Géorgie     | Stadion Poljud, Split                               |                                                     |
| 3 juin 2011 20:00 HEC | Mandžukić 76e · Kalinić 78e | (0 - 1) | Kankava 17e | Spectateurs : 28 000 Arbitrage : Stefan Johannesson | Spectateurs : 28 000 Arbitrage : Stefan Johannesson |
| 3 juin 2011 20:00 HEC | Rapport                     |         |             | Spectateurs : 28 000 Arbitrage : Stefan Johannesson | Spectateurs : 28 000 Arbitrage : Stefan Johannesson |

| 6e journée            | Lettonie  | 1 – 2   | Israël                             | Skonto stadions, Riga                      |                                            |
| 4 juin 2011 18:30 HEC | Cauņa 62e | (0 - 2) | Benayoun 19e · Ben Haim 43e (pen.) | Spectateurs : 6 147 Arbitrage : Alan Kelly | Spectateurs : 6 147 Arbitrage : Alan Kelly |
| 4 juin 2011 18:30 HEC | Rapport   |         |                                    | Spectateurs : 6 147 Arbitrage : Alan Kelly | Spectateurs : 6 147 Arbitrage : Alan Kelly |

| 6e journée            | Grèce                                 | 3 – 1   | Malte      | Stade Karaïskaki, Le Pirée                 |                                            |
| 4 juin 2011 20:30 HEC | Fetfatzidis 8e 64e · Papadopoulos 26e | (2 - 0) | Mifsud 54e | Spectateurs : 14 746 Arbitrage : Paweł Gil | Spectateurs : 14 746 Arbitrage : Paweł Gil |
| 4 juin 2011 20:30 HEC | Rapport                               |         |            | Spectateurs : 14 746 Arbitrage : Paweł Gil | Spectateurs : 14 746 Arbitrage : Paweł Gil |

| 7e journée                 | Israël  | 0 – 1   | Grèce     | Bloomfield Stadium, Tel Aviv                   |                                                |
| 2 septembre 2011 15:05 HEC |         | (0 - 0) | Ninis 60e | Spectateurs : 13 100 Arbitrage : Craig Thomson | Spectateurs : 13 100 Arbitrage : Craig Thomson |
| 2 septembre 2011 15:05 HEC | Rapport |         |           | Spectateurs : 13 100 Arbitrage : Craig Thomson | Spectateurs : 13 100 Arbitrage : Craig Thomson |

| 7e journée                 | Géorgie | 0 – 1   | Lettonie  | Stade Mikhaïl-Meskhi, Tbilissi                    |                                                   |
| 2 septembre 2011 19:00 HEC |         | (0 - 0) | Cauņa 64e | Spectateurs : 15 422 Arbitrage : Leontios Trattou | Spectateurs : 15 422 Arbitrage : Leontios Trattou |
| 2 septembre 2011 19:00 HEC | Rapport |         |           | Spectateurs : 15 422 Arbitrage : Leontios Trattou | Spectateurs : 15 422 Arbitrage : Leontios Trattou |

| 7e journée                 | Malte      | 1 – 3   | Croatie                                 | Ta' Qali Stadium, Ta' Qali                   |                                              |
| 2 septembre 2011 19:00 HEC | Mifsud 38e | (1 - 2) | Vukojević 11e · Badelj 32e · Lovren 68e | Spectateurs : 6 150 Arbitrage : Tony Chapron | Spectateurs : 6 150 Arbitrage : Tony Chapron |
| 2 septembre 2011 19:00 HEC | Rapport    |         |                                         | Spectateurs : 6 150 Arbitrage : Tony Chapron | Spectateurs : 6 150 Arbitrage : Tony Chapron |

| 8e journée                 | Croatie                      | 3 – 1   | Israël    | Stadion Maksimir, Zagreb                                 |                                                          |
| 6 septembre 2011 20:00 HEC | Modrić 47e · Eduardo 55e 57e | (0 - 1) | Hemed 44e | Spectateurs : 13 688 Arbitrage : Carlos Velasco Carballo | Spectateurs : 13 688 Arbitrage : Carlos Velasco Carballo |
| 6 septembre 2011 20:00 HEC | Rapport                      |         |           | Spectateurs : 13 688 Arbitrage : Carlos Velasco Carballo | Spectateurs : 13 688 Arbitrage : Carlos Velasco Carballo |

| 8e journée                 | Lettonie  | 1 – 1   | Grèce            | Skonto Stadions, Riga                             |                                                   |
| 6 septembre 2011 20:30 HEC | Cauņa 19e | (1 - 0) | Papadopoulos 84e | Spectateurs : 5 415 Arbitrage : Stanislav Todorov | Spectateurs : 5 415 Arbitrage : Stanislav Todorov |
| 6 septembre 2011 20:30 HEC | Rapport   |         |                  | Spectateurs : 5 415 Arbitrage : Stanislav Todorov | Spectateurs : 5 415 Arbitrage : Stanislav Todorov |

| 8e journée                 | Malte      | 1 – 1   | Géorgie     | Ta' Qali Stadium, Ta' Qali                     |                                                |
| 6 septembre 2011 20:30 HEC | Mifsud 25e | (1 - 1) | Kankava 15e | Spectateurs : 5 000 Arbitrage : Pol van Boekel | Spectateurs : 5 000 Arbitrage : Pol van Boekel |
| 6 septembre 2011 20:30 HEC | Rapport    |         |             | Spectateurs : 5 000 Arbitrage : Pol van Boekel | Spectateurs : 5 000 Arbitrage : Pol van Boekel |

| 9e journée               | Lettonie                    | 2 – 0   | Malte | Skonto Stadions, Riga                         |                                               |
| 7 octobre 2011 19:00 HEC | Višņakovs 33e · Rudņevs 83e | (1 - 0) |       | Spectateurs : 4 315 Arbitrage : Richard Trutz | Spectateurs : 4 315 Arbitrage : Richard Trutz |
| 7 octobre 2011 19:00 HEC | Rapport                     |         |       | Spectateurs : 4 315 Arbitrage : Richard Trutz | Spectateurs : 4 315 Arbitrage : Richard Trutz |

| 9e journée               | Grèce                   | 2 – 0   | Croatie | Stade Karaïskaki, Le Pirée                   |                                              |
| 7 octobre 2011 20:45 HEC | Samaras 71e · Gekas 79e | (0 - 0) |         | Spectateurs : 27 200 Arbitrage : Howard Webb | Spectateurs : 27 200 Arbitrage : Howard Webb |
| 7 octobre 2011 20:45 HEC | Rapport                 |         |         | Spectateurs : 27 200 Arbitrage : Howard Webb | Spectateurs : 27 200 Arbitrage : Howard Webb |

| 10e journée               | Croatie                     | 2 – 0   | Lettonie | Stade Kantrida, Rijeka                         |                                                |
| 11 octobre 2011 19:00 HEC | Eduardo 66e · Mandžukić 72e | (0 - 0) |          | Spectateurs : 8 370 Arbitrage : Antony Gautier | Spectateurs : 8 370 Arbitrage : Antony Gautier |
| 11 octobre 2011 19:00 HEC | Rapport                     |         |          | Spectateurs : 8 370 Arbitrage : Antony Gautier | Spectateurs : 8 370 Arbitrage : Antony Gautier |

| 10e journée               | Géorgie        | 1 – 2   | Grèce                        | Stade Mikhaïl-Meskhi, Tbilissi                 |                                                |
| 11 octobre 2011 19:00 HEC | Targamadze 19e | (1 - 0) | Fotákis 79e · Charistéas 85e | Spectateurs : 7 824 Arbitrage : Daniele Orsato | Spectateurs : 7 824 Arbitrage : Daniele Orsato |
| 11 octobre 2011 19:00 HEC | Rapport        |         |                              | Spectateurs : 7 824 Arbitrage : Daniele Orsato | Spectateurs : 7 824 Arbitrage : Daniele Orsato |

| 10e journée               | Malte   | 0 – 2   | Israël                       | Ta' Qali Stadium, Ta' Qali                   |                                              |
| 11 octobre 2011 19:00 HEC |         | (0 - 1) | Refaelov 11e · Gershon 90+3e | Spectateurs : 2 614 Arbitrage : Bruno Paixão | Spectateurs : 2 614 Arbitrage : Bruno Paixão |
| 11 octobre 2011 19:00 HEC | Rapport |         |                              | Spectateurs : 2 614 Arbitrage : Bruno Paixão | Spectateurs : 2 614 Arbitrage : Bruno Paixão |

## Buteurs
| Pos | Joueur                | Pays     | Buts |
| --- | --------------------- | -------- | ---- |
| 1   | Niko Kranjčar         | Croatie  | 4    |
| 1   | Yossi Benayoun        | Israël   | 4    |
| 1   | Aleksandrs Cauņa      | Lettonie | 4    |
| 4   | Eduardo               | Croatie  | 3    |
| 4   | Michael Mifsud        | Malte    | 3    |
| 6   | Nikola Kalinić        | Croatie  | 2    |
| 6   | Mario Mandžukić       | Croatie  | 2    |
| 6   | Jaba Kankava          | Géorgie  | 2    |
| 6   | David Siradze         | Géorgie  | 2    |
| 6   | Ioannis Fetfatzidis   | Grèce    | 2    |
| 6   | Kyriakos Papadopoulos | Grèce    | 2    |
| 6   | Vasílis Torosídis     | Grèce    | 2    |
| 6   | Kaspars Gorkšs        | Lettonie | 2    |
| 14  | Milan Badelj          | Croatie  | 1    |
| 14  | Dejan Lovren          | Croatie  | 1    |
| 14  | Luka Modrić           | Croatie  | 1    |
| 14  | Ognjen Vukojević      | Croatie  | 1    |
| 14  | Ivica Olić            | Croatie  | 1    |
| 14  | Mladen Petrić         | Croatie  | 1    |
| 14  | Darijo Srna           | Croatie  | 1    |
| 14  | Aleksandr Iashvili    | Géorgie  | 1    |
| 14  | Levan Kobiashvili     | Géorgie  | 1    |
| 14  | David Targamadze      | Géorgie  | 1    |
| 14  | Angelos Charisteas    | Grèce    | 1    |
| 14  | Giorgos Fotakis       | Grèce    | 1    |
| 14  | Theofanis Gekas       | Grèce    | 1    |
| 14  | Giorgos Karagounis    | Grèce    | 1    |
| 14  | Sotiris Ninis         | Grèce    | 1    |
| 14  | Georgios Samaras      | Grèce    | 1    |
| 14  | Dimitris Salpingidis  | Grèce    | 1    |
| 14  | Nikos Spiropoulos     | Grèce    | 1    |
| 14  | Elyaniv Barda         | Israël   | 1    |
| 14  | Tal Ben Haim          | Israël   | 1    |
| 14  | Tal Ben Haim II       | Israël   | 1    |
| 14  | Rami Gershon          | Israël   | 1    |
| 14  | Tömer Hemed           | Israël   | 1    |
| 14  | Beram Kayal           | Israël   | 1    |
| 14  | Lior Refaelov         | Israël   | 1    |
| 14  | Itay Shechter         | Israël   | 1    |
| 14  | Artjoms Rudņevs       | Lettonie | 1    |
| 14  | Maris Verpakovskis    | Lettonie | 1    |
| 14  | Aleksejs Višņakovs    | Lettonie | 1    |
| 14  | Jamie Pace            | Malte    | 1    |

Buteur contre son camp :
| Joueur            | Pays                | Buts csc |
| ----------------- | ------------------- | -------- |
| Nikos Spyropoulos | Grèce (pour Israël) | 1        |